# Sidibé Aminata Diallo
Sidibé Aminata Diallo là một học giả và chính trị gia người Malian.

## Học viện
Diallo là thành viên của Khoa Khoa học Kinh tế và Quản lý tại Đại học Bamako, nơi cô chuyên quản lý đất đai.

## Chính trị
Vào ngày 12 tháng 3 năm 2007, Diallo tuyên bố ứng cử vào vị trí Tổng thống. Cô là một trong 8 ứng cử viên tranh cử trong cuộc bầu cử tổng thống tháng 4 năm 2007. Cô cũng là ứng cử viên nữ tổng thống đầu tiên từng ở Mali và đang tranh cử với tư cách là ứng cử viên của Phong trào Giáo dục Môi trường và Phát triển Bền vững. Mối quan tâm hàng đầu của cô là sự bền vững và bảo vệ môi trường. Diallo nhận được hơn 12.000 phiếu trong cuộc bầu cử, chiếm 0,55% tổng số.
Sau cuộc bầu cử, Diallo được bổ nhiệm làm Bộ trưởng Giáo dục cơ bản, Văn học và Ngôn ngữ quốc gia vào ngày 3 tháng 10 năm 2007  Cô giữ vị trí đó cho đến khi được thay thế bởi Salikou Sanogo vào ngày 9 tháng 4 năm 2009.